# Aventinus (Bier)

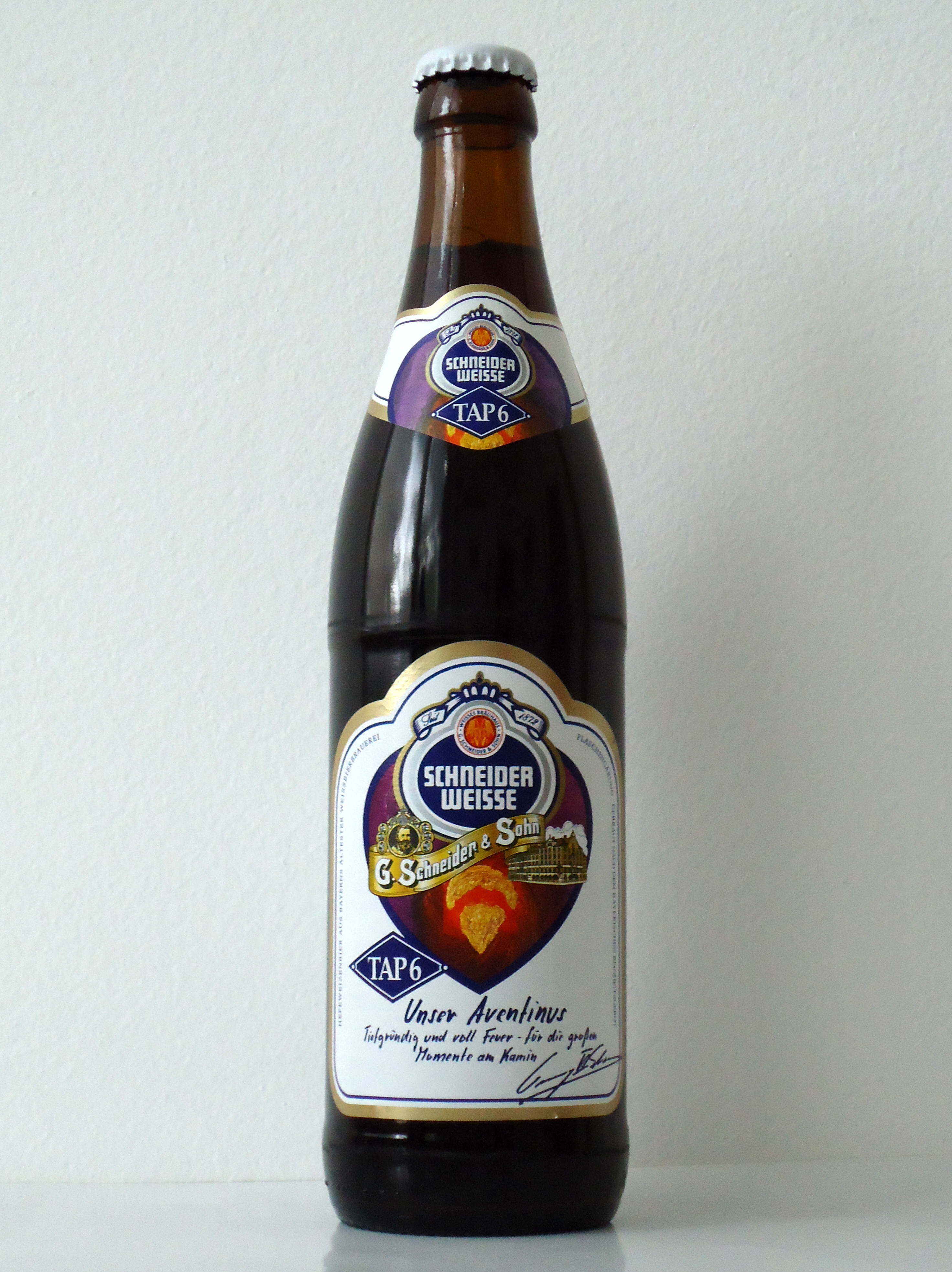
Schneider Weisse Tap 6 Aventinus

Aventinus ist eine Starkbierspezialität von Schneider Weisse. Es ist der älteste Weizendoppelbock Bayerns, gebraut seit 1907.
Eingeführt wurde es unter der damaligen Firmenleitung von Mathilde Schneider (1877–1972), die von 1905 bis 1924 das Unternehmen führte. Es hat eine rubinbraune, getrübte Farbe und eine fast ölige Konsistenz. Das Bier hat einige Auszeichnungen erhalten, unter anderem den „European Beer Star Award“, „World Beer Cup“ und den „Australien International Beer Award“. Der Name leitet sich von dem bayerischen Hofhistoriker und Hoflehrer Johannes Aventinus ab, der als „Vater der bayerischen Geschichtsschreibung“ gilt. Es gibt daneben ein namensähnliches Bier von derselben Brauerei mit dem Aventinus Eisbock.